# Oružje za masovno uništenje
Oružje za masovno uništenje (engleski:Weapon of mass destruction) je oružje koje može ubiti veliki broj ljudi te prouzročiti veliku štetu ljudskim nastambama (npr. gradovima), prirodi ili biosferi.

Termin je najčešće korišten za nekoliko tipova oružja. U prvom redu to su:
- nuklearno oružje,
- biološko oružje,
- kemijsko oružje, te
- prljava bomba.